# Закалюжный, Уолт
Уолт Закалюжный (англ. Walt Zakaluznyj, при рождении Владимир Закалюжный 2 мая 1925, Пшемысль, Львовское воеводство — 1 сентября 2013, Торонто) — канадский футболист украинского происхождения.
С 1946 по 1951 год выступал в различных немецких лигах, играл за «Феникс», «Ян» и «Швабен». Затем иммигрировал в Канаду, выступал за клубы «Торонто Украина», «Торонто Тризуб», «Монреаль Украина» и «Рочестер Украина».
Провёл 2 матча за сборную Канады, летом 1957 года против Мексики и США.